# Givetià
| ⇦ DEVONIÀ ⇨ |          |           |             | |
| Període     | Sèrie    | Estatge   | Edat (Ma)   | EGL |
| Devonià     | Superior | Famennià  | 372,2 ± 1,6 | Estratotip Global de Límit: Secció de la pedrera de Coumiac (Muntanya Negra, França)                           |
| Devonià     | Superior | Frasnià   | 382,7 ± 1,6 | Estratotip Global de Límit: Capa 42 de la Secció E de Col du Puech de la Suque (Muntanya Negra, França)        |
| Devonià     | Mitjà    | Givetià   | 387,7 ± 0,8 | Estratotip Global de Límit: Capa 123 d'una secció de Jebel Mech Irdane (Tafilalt, Marroc)                      |
| Devonià     | Mitjà    | Eifelià   | 393,3 ± 1,2 | Estratotip Global de Límit: Wetteldorf Richtschnitt (Eifel, Alemanya)                                          |
| Devonià     | Inferior | Emsià     | 407,6 ± 2,6 | Estratotip Global de Límit: Capa 9/5 del congost de Zinzilban (Reserva Geològica Estatal de Kitab, Uzbekistan) |
| Devonià     | Inferior | Praguià   | 410,8 ± 2,8 | Estratotip Global de Límit: Capa 12 de la pedrera de Velká Chuchle (Praga, República Txeca)                    |
| Devonià     | Inferior | Lochkovià | 419,2 ± 3,2 | Estratotip Global de Límit: Capa 20 de la Secció de Klonk (Bohèmia Central, República Txeca)                   |

El Givetià és el segon estatge faunístic del Devonià mitjà. Comprèn el període entre fa 387,7 ± 0,8 milions d'anys i fa 382,7 ± 1,6 milions d'anys.